# ترنیفکا
ترنیفکا (به روسی: Тернівка) شهری در استان دنیپروپتروفسک در کشور اوکراین واقع شده‌است. جمعیت این شهر ۲۷,۳۰۵ نفر (۲۰۲۱ تخمینی)است.

## نگارخانه

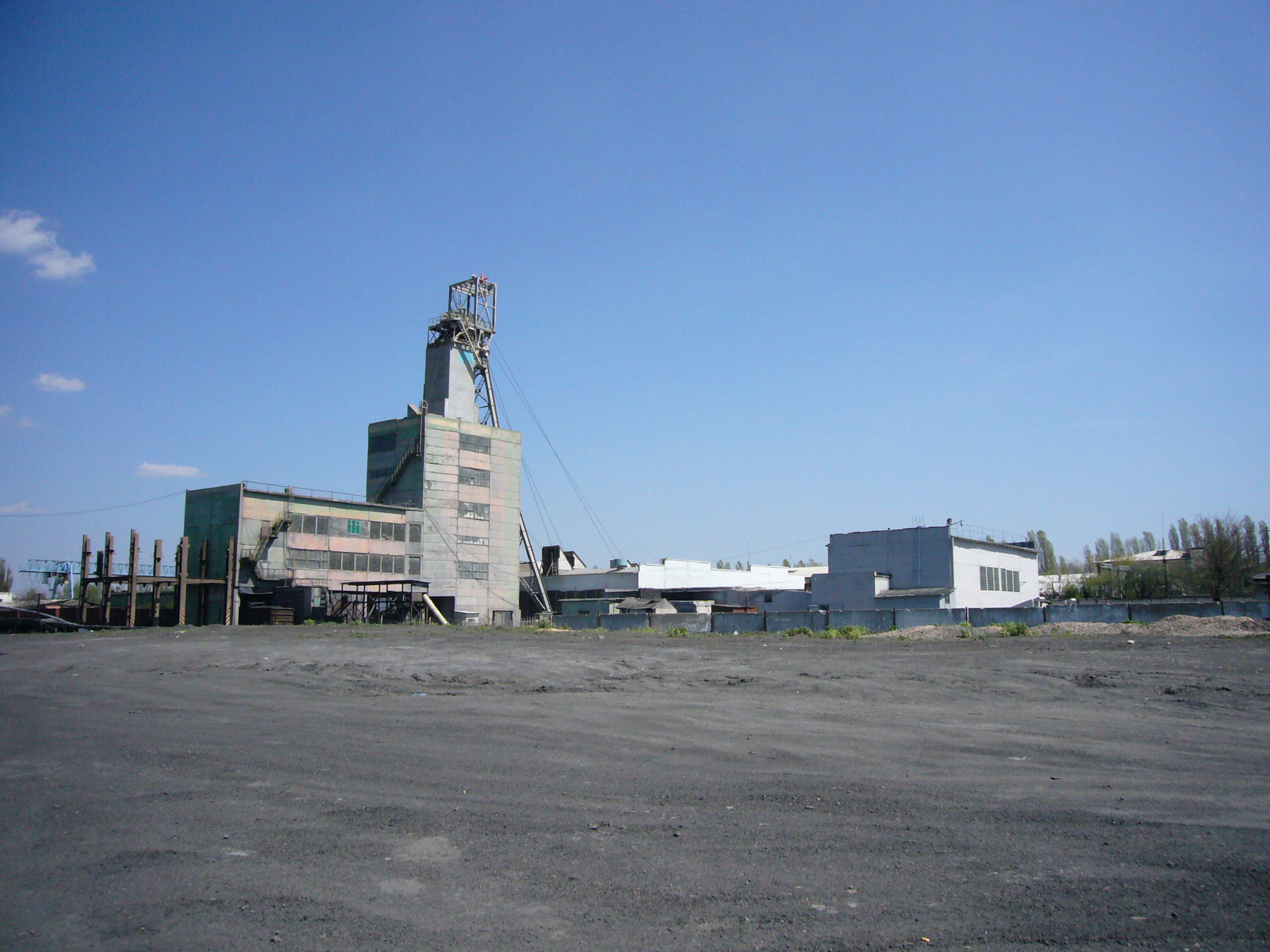
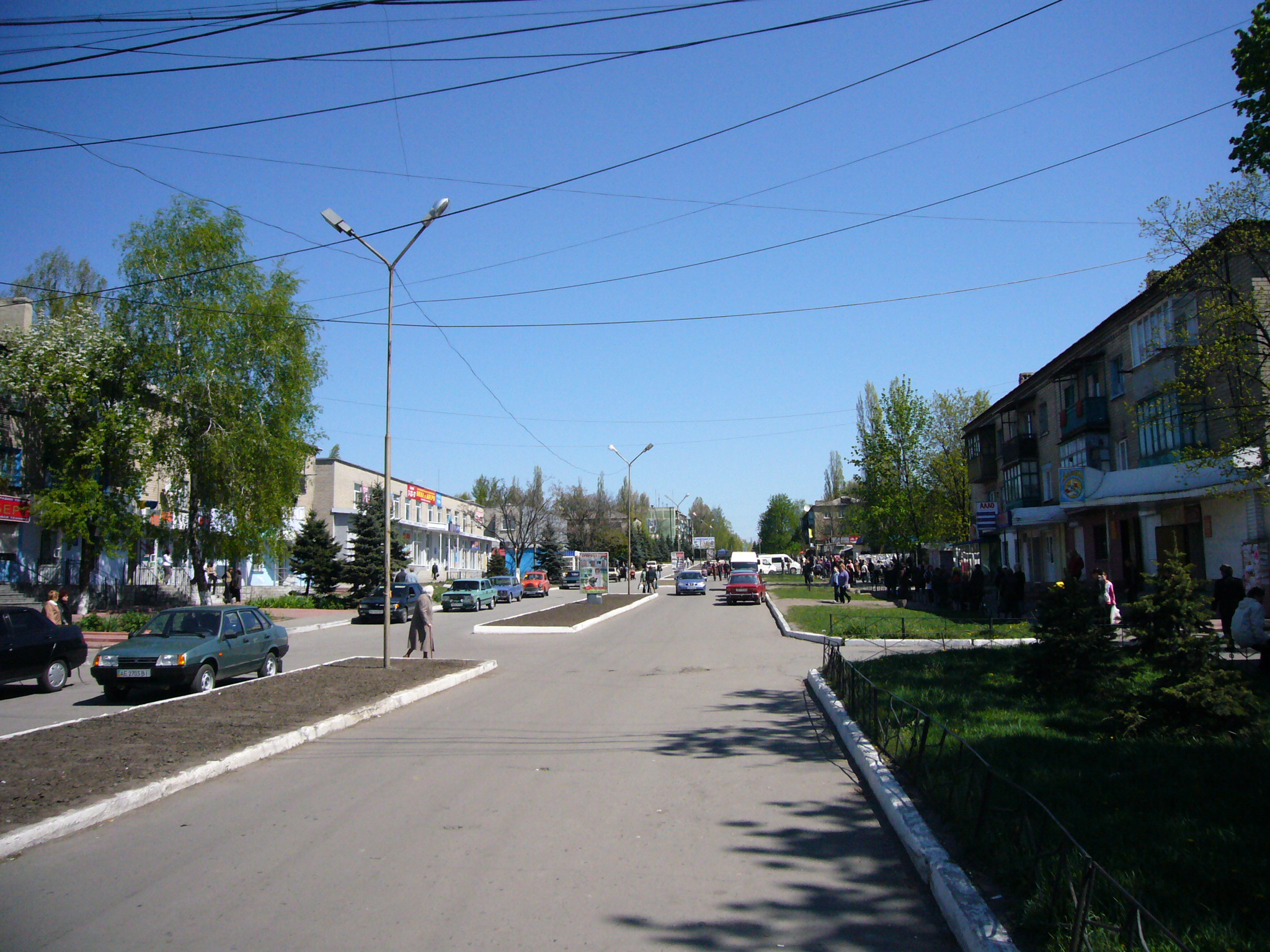
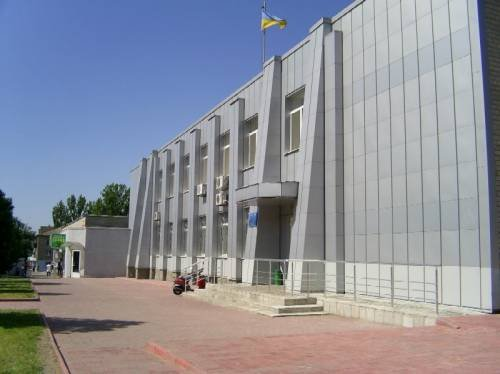